# Aszandkóró
Az aszandkóró (Ferula assa-foetida) az ernyősvirágzatúak (Apiales) rendjébe és a zellerfélék (Apiaceae) családjába tartozó növényfaj. Fűszerként használt, kellemetlen ízű gyantája miatt nevezik még undorkórónak, ördöggyökérnek, illetve büdösgyantagyökérnek vagy bűzösgyantagyökérnek is.

## Elterjedése, élőhelye
Eredeti elterjedése a Földközi-tenger vidékétől Közép-Ázsiáig terjed. Több helyre betelepítették, és (főleg Indiában) haszonnövényként termesztik. Termesztési területe: Dél-Ázsia, de honos Afganisztán és Irak területén is.

## Megjelenése
A Perzsa-öböl, a Kaszpi-tenger és az Aral-tó közti sztyeppéken és sivatagos területeken nagy sűrűségeket alkot (Irán, Afganisztán, a volt Szovjetuniónak arra a részre eső területe, Nyugat-Pakisztán). Herátban termesztik. 1,5–3 m magas lágy szárú növény, erőteljes kóró. Répaszerű, húsos gyökere akár combvastagságú is lehet. Kevés levele van, melyek nagyok, kétszer szárnyasan összetettek, molyhosak; a levélkék hosszúkásak, ép szélűek, tompa csúcsúak. Ernyője nagy, sűrűn molyhos, virágokkal tömött. A sziromlevelek fehéressárga színűek, sokáig megmaradnak. Szára az ötödik évben igen gyors fejlődésnek indul, s 40—50 nap múlva termését megérlelve, gyökerével együtt elpusztul. Termése szélesen hosszúkás, majdnem kör alakú, közel 1 cm hosszú és 8 mm széles; a termésfal bordázott, benne számos skizogén eredetű olajjárat húzódik, de kis méretük miatt alig észlelhetők. A termés szárnya közel olyan széles, mint a mag.

## Aszatgyanta
Az aszatgyanta (Asa foetida) egyes husángfajok – elsősorban az aszandkórónak és a Tibetben honos afgán ördöggyökérnek (Ferula narthex) – gyantás, beszáradt tejnedve, gumigyantája; bűzaszat, bűzaszand, ördöggyökér vagy ördögszar néven is ismert. Az aszatgyantához úgy jutnak hozzá, hogy a növény gyökerét a földben hagyják, a felső részéről a levélrostokból álló üstökét eltakarítják, azután időről időre vékony szeletet vágnak le róla. A vágás helyén kibugyogó mézgagyanta a napon megkeményedik, barnássárga színű és kellemetlen szagú lesz (latinul gummi resina asae foetidae, németül Teufelsdreck). Alaktalan darabok formájában kerül a kereskedelembe. Már a régi görögök is használták (magát a növényt Narthex néven ismerték). Keleten és a francia konyhában is fűszerül szolgál. Azonkívül alkalmazzák a gyógyászatban és ragaszok készítésére.
Az aszatgyanta az indiai konyha ismert fűszere. Ázsiai és bioboltokban kapható. Forgalomba por alakban kerül. Fanyar, kesernyés és csípős íze, valamint igen erős, átható, fokhagymajellegű illata van, de nem jelent gondot azoknak, akik érzékenyek a fokhagymára. Általában kis mennyiségben használják, kapható aszatgyantás fűszersó formájában például. Gyógyhatású szerként is ismert: segíti az emésztést, a felfúvódás ellenszere, de légcsőhurutra és női bajokra is javallott.
A pakora alapfűszere, csicseriborsólisztbe keverik.

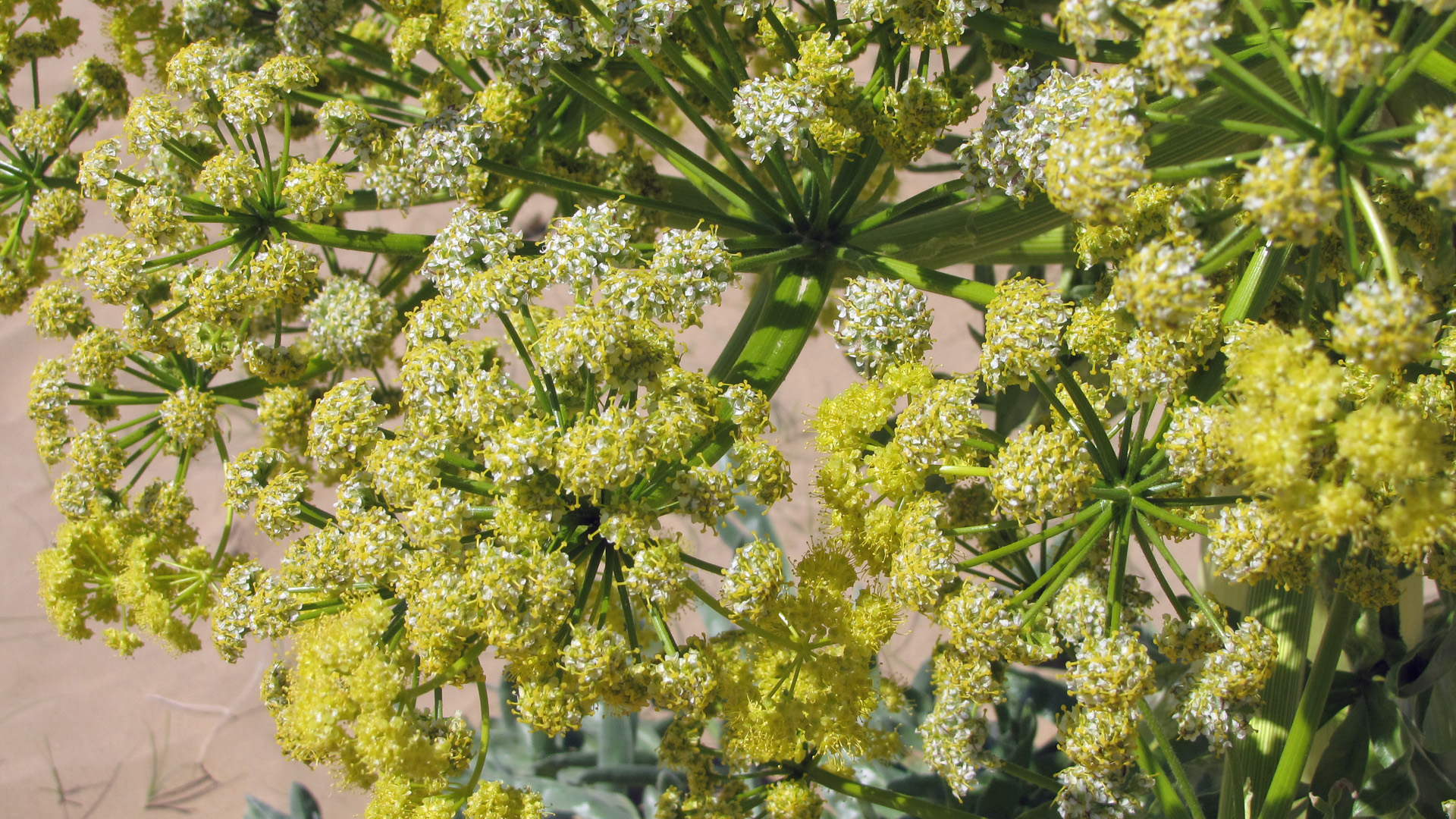
virága
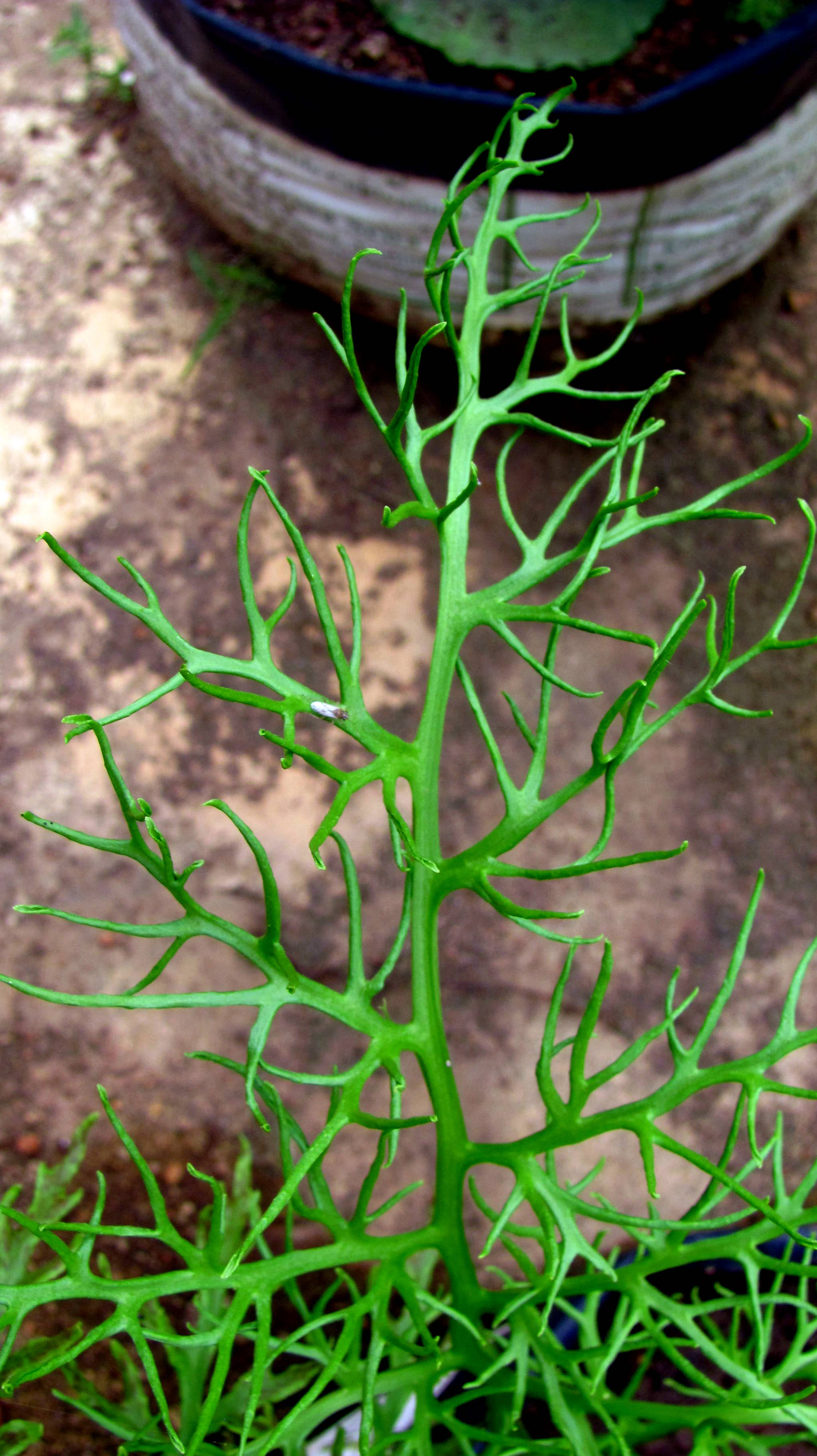
levelei
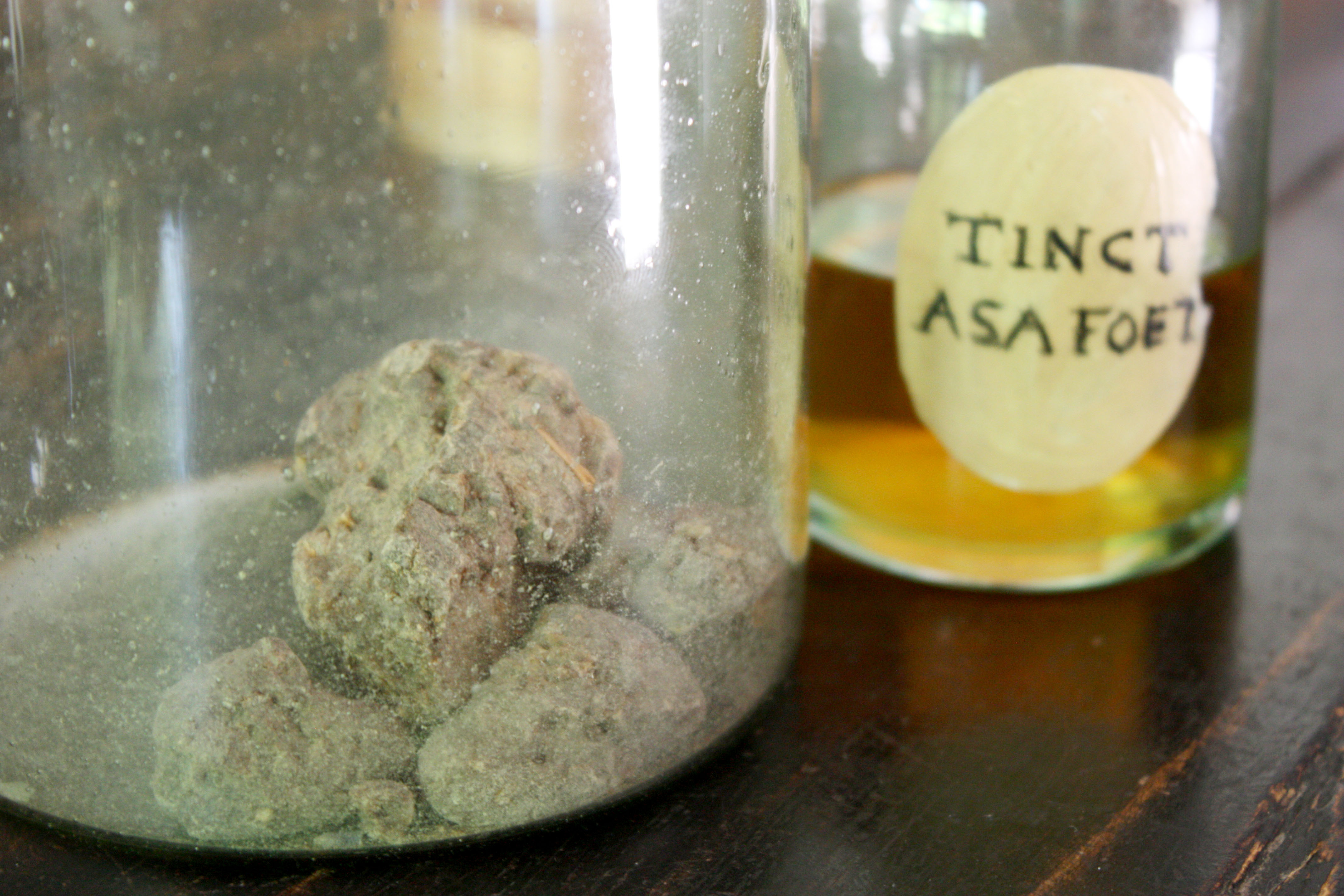
gyanta és tinktúra